# 光源氏
光源氏（）は、紫式部の物語『源氏物語』の主人公。平安時代の公卿。一世源氏(源 の姓を賜り、臣下にくだった皇子)。近衛中将、大将、大納言、内大臣、太政大臣、准太上天皇を歴任。広大な四町の邸宅を造営し六条院と呼ばれる。『源氏物語』五十四帖中第一帖「桐壺」から第四十一帖「幻」まで登場する。
なお「光源氏」とは「光り輝くように美しい源氏」を意味する通称である。

## モデル
主人公の光源氏は架空の人物であるが、さまざまな実在の人物をモデルとした説が唱えられている。最も有力な候補は生い立ちや境遇から源融とされている。この他には源融の父親にあたる嵯峨天皇。さらには、木梨軽皇子、宇多天皇、醍醐源氏、敦慶親王、具平親王、藤原道長、源高明、藤原伊周、源光、藤原実方などが挙げられる。平安貴族(在原行平、在原業平、菅原道真など)の故事なども用いて脚色されていると考えられている。

## 略歴
桐壺帝の第二皇子として京都に生まれる。母は桐壺更衣。幼少の頃から光り輝くばかりの美貌と才能に恵まれる。母は三歳のとき亡くなった。母に似る女性藤壺への思慕が初恋となり、その面影を求めて生涯様々な女性と関係を持つ。父桐壺帝は光源氏を東宮（皇太子）とすることを考えたが、第一后所生の第一皇子がすでにおり、また光源氏が帝位につけば国は乱れると高麗人に予言されたこともあり、臣籍降下させ源氏の姓を与えた。つまり、光源氏は一世源氏である。
亡母に似ているとして父帝の後宮に入った藤壺を慕い、遂に一線を越えて子（後の冷泉帝）をなすが、密通の事実は世に知られることはなかった。この皇子の東宮時代から後見として支え、即位後に冷泉帝が事実を知り譲位を考えた時には固辞したが、後に臣下を越える准太上天皇を与えられた。以後、その邸宅の名を取って六条院と呼ばれる。
正妻は最初元服と同時に結婚した左大臣の娘葵の上、後に兄朱院の皇女・女三宮である。しかし源氏が理想の女性として育てた紫の上（若紫、紫の君とも呼ばれる）が葵の上の死後事実上の正妻であり、多くの夫人の中で彼女への愛が最も深かった。他、源氏の側室・愛人としては、六条御息所、空蝉、夕顔、末摘花、朧月夜、花散里、明石の御方などが登場し、従姉妹の朝顔斎院や六条御息所の娘の前斎宮（秋好中宮）にも心を寄せた。
宿曜の占いによれば「3人の子供をなし、ひとりは帝、ひとりは中宮、真ん中の劣った者も太政大臣となる」と言われ（「澪標」）、これは藤壺の子冷泉帝、葵の上との間に生まれた長男の夕霧、明石の御方の娘である明石の姫君の三人により実現した。ただし冷泉帝の出生は秘事であり、また公的には女三宮の生んだ薫が源氏の子（次男）とされている（なおこの占いのためもあってか、源氏は始め女三宮が身篭ったと聞いてもすぐには信じず、後に柏木との密通を知り納得した）。この他、六条御息所の遺児秋好中宮と、頭中将と夕顔との娘玉鬘を養女とした。
兄の朱雀帝即位後、その外戚である右大臣・弘徽殿女御派の圧力や尚侍となっていた朧月夜との醜聞もあって須磨、後に明石へ隠退。この時、明石の御方と結ばれ、後の明石の中宮となる姫君が誕生する。帰京後は即位した冷泉帝の後見として復帰、秋好中宮を養女に迎えて冷泉帝の后とした。その後太政大臣となった源氏は、その栄華の象徴ともなる広大な四町の邸宅・六条院を造営した。西南の秋の町（六条御息所の旧邸）は秋好中宮の里邸に、自らは東南の春の町に紫の上や明石の姫君と住んだ。また東北の夏の町には花散里を（後に玉鬘もここに迎えられた）、西北の冬の町には明石の君を配し、さらに二条東院にもかつての愛人たちを引き取って世話をした。
40歳を迎えたのを機に、冷泉帝より准太上天皇の待遇を受け、栄華の絶頂に至った。その後、兄朱雀院が出家しようとする際に、すでに母を亡くし、後見人もいない女三の宮を心配し、源氏に女三宮の降嫁を打診する。藤壺の姪であることも脳裏をよぎり、源氏はこれを承諾した。
やがて源氏自身がかつて父桐壺帝を裏切ったように、女三宮の密通が発覚する。一度は女三宮とその愛人の笛の名手である若き柏木に怒りをつのらせた源氏であったが、生まれた子ども（薫）を見て、これが若い日の罪の報いであったことに気づかされる（因果応報）。その後女三宮の出家と柏木の死でさすがに怒りも和らぎ、また亡き父帝も源氏の過ちを悟っていながら咎めなかったのではないかと思いを馳せて、源氏は生まれた子の秘密を誰にもいわず自分の子として育てる事になった。
女三の宮と柏木の密通は、源氏の息子の夕霧の元に亡き柏木が現れ「形見の笛は子孫に渡してほしい」と伝えた事で夕霧にばれてしまう。
最愛の紫の上の死後は、嵯峨に隠退して二、三年出家生活を送った後に死去したことが、後に「宿木」で述べられる。なお出家から死までは作中には描かれず、本文の存在しない「雲隠」が源氏の死を暗示するのみであるとも、また本文は失われたとも言われる。
現世の繁栄を享受しながら常に仏道を思い、にもかかわらず女性遍歴を繰り返すという人物造形は、次の世代の薫と匂宮にそれぞれ分割して受け継がれる。また、しばらく後に書かれた『狭衣物語』の主人公である狭衣大将にも影響を与えている。

## 人物
国父になれる相を持ち、光り輝く美貌を持つ。文武に優れ、学問、詩歌、管弦、琴、舞楽、絵画、騎射の才も群を抜く。
京都の清涼寺に大きな阿弥陀仏があり、その説明書きによると阿弥陀仏は清涼寺に住んでいた源融の顔を模して作られたものであり、源融は光源氏のモデルと言われていることから光源氏の容姿はこの阿弥陀仏と同じであるという趣旨のことが書かれている。

## 系譜
- 父：桐壺帝
- 母：桐壺更衣 - 按察大納言の娘
- 妻：葵の上 - 左大臣の娘。母は大宮。頭中将の妹。
  - 長男：夕霧 - 左大臣。東宮妃・二の宮妃・六の君（匂宮妃）の父。
- 妻：紫の上 - 兵部卿宮の娘。母は按察使大納言の娘。明石の姫君の義母。
- 妻：女三宮 - 朱雀帝第三皇女。母は藤壺女御。
  - 次男 : 薫 - 権大納言兼右大将。実父は柏木衛門督。
- 妾 : 花散里 - 桐壺帝麗景殿女御の妹。
- 妾 : 六条御息所 - 前東宮妃
  - 養女 : 秋好中宮 - 冷泉帝女御（号中宮）。前坊の娘。
- 妾 : 明石の御方 - 元三位中将・播磨守の娘。
  - 長女 : 明石の姫君 - 今上帝女御（号中宮）。東宮、匂宮の母。
- 妾 : 夕顔
  - 養女 : 玉鬘 - 太政大臣髭黒の妻。実父は頭中将。侍従の君・冷泉院女御・今上帝尚侍の母。

- 他に藤壺中宮との不義の子に冷泉帝がいる。

## 関連文献
- 宇治市源氏物語ミュージアム編『光源氏に迫る 源氏物語の歴史と文化』吉川弘文館、2021年6月　ISBN	9784642083997